# Dolmen Maimon II

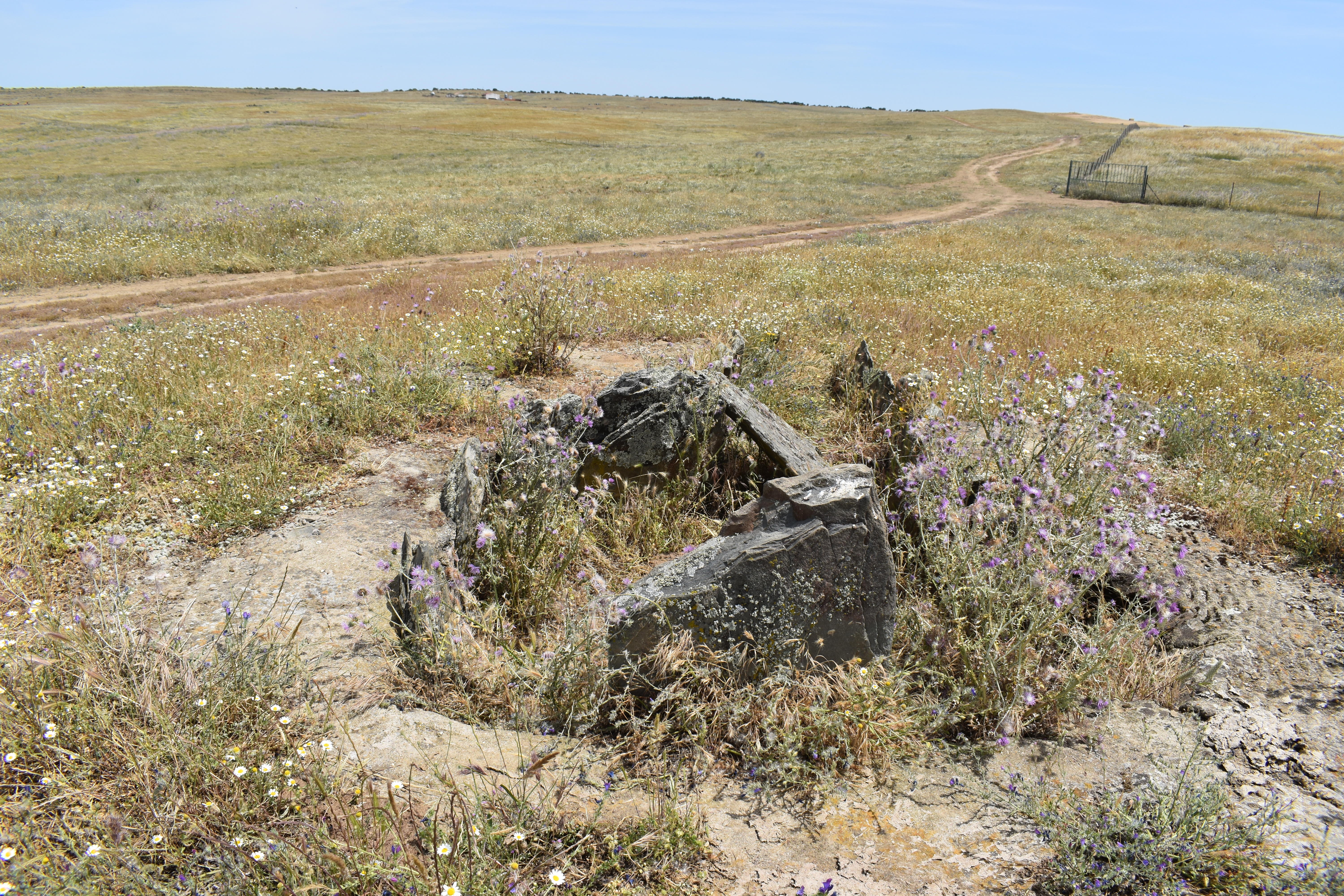
Dolmen von Maimón II

Der Dolmen Maimon II gehört zu den Dolmen von Alcántara in der Provinz Cáceres in der Extremadura in Spanien. Er liegt südlich von Valencia de Alcántara.
Die Dolmen Juan Rol I, Maimon I + II und Trincones I + II wurden von 1997 bis 1999 von Bueno Ramírez ausgegraben und restauriert. Der Dolmen Maimon II, der 1999 ausgegraben und restauriert wurde, wurde in der Vergangenheit als Feuerstelle und als Lagerplatz von Lesesteinen benutzt. Er besteht aus einer runden Kammer, die in einen Rundhügel liegt, der von einem unvollständigen Ring aus Schieferplatten begrenzt wird, die als Einfassung dienen, und einem langen Gang.
Die Kammer bestand aus 10 Tragsteinen und hat einen Durchmesser von 2,3 m. Die Resthöhe der abgeschlagenen Platten beträgt etwa 1,0 m. Der Gang hat auf der linken Seite vier und auf der rechten sechs erhaltene Orthostaten. Die Decke der Kammer fehlt, aber ein Deckstein des Ganges liegt unmittelbar vor der Kammer schräg auf.
Fünf Orthostaten der Kammer sind mit anthropomorphen und verzweigten Gravuren, Sonnenfiguren, Schalen und einem Vierfüßler verziert. Die angewandte Technik verbindet die Dolmen des Alcantarinos mit denen entlang des Tejo in Portugal. Das Piqueteado wird durch eingeritzte Motive und Malereien ergänzt, von denen aber nur Reste in den Dolmen von Trincones erhalten blieben. Einige der Steine der Tumuluseinfasung tragen Schälchen.
Die Dolmen in der Extremadura können ins 4. Jahrtausend v. Chr. datiert werden. Ihre Nutzung reicht bis in die Bronzezeit.